# Operación Dinastía
La Operación Dinastía fue una operación militar realizada por la Fuerza de Tarea Conjunta Omega de las Fuerzas Militares de Colombia, desde el 31 de diciembre de 2009 al 1 de enero de 2010 contra elementos de la guerrilla de las Fuerzas Armadas Revolucionarias de Colombia - Ejército del Pueblo (FARC-EP). La ofensiva era para contrarrestar el asesinato del gobernador del departamento de Caquetá, Luis Francisco Cuellar el 22 de diciembre de 2009.

## Operaciones
Oficialmente la Operación Dinastía comenzó aproximadamente en septiembre con operaciones de inteligencia militar. Las operaciones comenzaron con un bombardeo coordinado por escuadrones de la Fuerza Aérea Colombiana adscritos a las Fuerzas de Tarea Conjunta Omega. Luego penetraron a la zona tropas del Ejército Nacional que incautaron 46 armas largas, 87 granadas de fragmentación, 14 minas antipersonal y 50 morrales de campaña de fabricación artesanal. Ocho guerrilleros de las FARC-EP se rindieron en combate, cuatro fueron capturados y ocho se desmovilizaron. El primer bombardeo se dio contra el Frente 27 de las FARC-EP, cerca al río Guejar. Con la información recopilada, las Fuerzas Militares siguieron a varios guerrilleros tras los bombardeos de la Fuerza Aérea, y que buscarían refugio en el Frente 43 de las FARC-EP.
La Fuerza de Tarea Conjunta Omega ubicó la zona entre los caños Cafre y Cabra, entre los municipios de Vistahermosa y Puerto Rico (Meta). El siguiente bombardeo se dio a las 8:00 PM (UTC-5) el 31 de diciembre de 2009, justo cuando los guerrilleros se preparaban para celebrar el año nuevo. Aviones Super Tucanos bardearon y tiempo después tropas infiltraron por tierra y sostuvieron un fuerte enfrentamiento con los sobrevivientes; ocho de los cuales se rindieron y entregaron testimonio del ataque.

## Resultados
Entre los 45 guerrilleros muertos, fueron encontrados tres cabecillas del Frente 43 de las FARC-EP, hombres de confianza del jefe militar de las FARC-EP, alias "Mono Jojoy". A la cúpula del frente se le acusaba del asesinato de civiles, soldados y policías, atentados terroristas a la infraestructura en el departamento del Meta, ataques a poblaciones, reclutamiento forzado de menores, siembra de minas antipersonal y narcotráfico.
Los cabecillas muertos eran:
- Luis Antonio Mosquera Ruiz, alias "Albero Ruiz" o "El Negro": principal cabecilla del Frente 43. Nació en el municipio de Novita, departamento del Chocó y tenía 38 años, 26 de los cuales perteneció a las FARC-EP. En de diciembre de 2008 fue nombrado como cabecilla de la Cuadrilla 43, en reemplazo de alias "John 40". En 1996, Mosquera planeó y ejecutó una emboscada a una patrulla del Ejército de Colombia en inmediaciones de Puerto Lleras, departamento del Meta. También era investigado judicialmente por el asesinato de 11 integrantes de una comisión judicial de funcionarios del Ejército, la Fiscalía y el DAS en San Carlos de Güaroa, departamento del Meta ocurrido el 3 de octubre del 1997.[4] Participó en la toma de Mitú, en el departamento de Vaupés , en la toma de La Uribe, el departamento del Meta y la toma de Miraflores, en el departamento del Guaviare en 1988. La toma de Puerto Rico y Puerto Lleras en el departamento del Meta en 1999; y la toma de Fuente de Oro también en el departamento del Meta en el año 2001. Las autoridades colombianas lo acusaron de ser el autor del asesinato del concejal de Fuente de Oro, Diego Pérez Villada, en 2001, además de otros crímenes.[4]

- Miller Ospina Correa, alias Ovidio o "El Abuelo":

- Elías Caicedo Mahecha, alias "Mauricio Pitufo":